# Negació (pel·lícula)
Negació (títol original en anglès: Denial) és una pel·lícula biogràfica de 2016 dirigida per Mick Jackson i escrita per David Hare, basada en el llibre de Deborah Lipstadt del 2005 History on Trial: My Day in Court with a Holocaust Denier. L'obra exposa el cas Irving contra Penguin Books Ltd, en què Lipstadt, una erudita de l'Holocaust, va ser demandada per difamació pel negacionista de l'Holocaust David Irving. L'obra està protagonitza per Rachel Weisz, Tom Wilkinson, Timothy Spall, Andrew Scott, Jack Lowden, Caren Pistorius i Alex Jennings. El 2017 es va estrenar la versió original subtitulada al català. No va ser fins al 29 de juliol de 2022 que es va estrenar la versió doblada al català oriental per TV3. El 2 d'octubre del mateix any també es va emetre la versió en valencià a À Punt.

## Argument
Deborah Lipstadt és una professora estatunidenca d'estudis sobre l'Holocaust que veu com la seva trajectòria acadèmica és interrompuda per David Irving, un escriptor sobre l'Alemanya nazi. En aquest sentit, presenta una demanda per difamació al Regne Unit contra Lipstadt i el seu editor per haver-lo declarat negacionista de l'Holocaust als seus llibres. Com que, al Regne Unit, la càrrega de la prova en els casos de difamació correspon a l'acusada, Lipstadt i el seu equip jurídic, dirigits pels advocats Anthony Julius i Richard Rampton, han de demostrar que Irving va mentir sobre l'Holocaust.
Per a preparar la defensa, Lipstadt i Rampton recorren el lloc de l'antic camp de concentració d'Auschwitz a Polònia amb un erudit local, mentre que l'equip d'investigació cita els extensos diaris personals d'Irving. Lipstadt està molesta per les preguntes aparentment irrespectuoses de Rampton sobre el tema, i es mostra frustrat quan l'equip minimitza la seva participació en el cas, argumentant que perjudica les seves possibilitats d'èxit. Els membres de la comunitat jueva britànica li van demanar que s’establís fora dels tribunals per evitar crear publicitat a Irving. No obstant això, el seu equip té un començament prometedor quan persuadeixen a Irving, apel·lant al seu ego, per acordar un judici per part d'un jutge en lloc d'un jurat, que ell podria haver manipulat en benefici seu.
Irving dirigeix la seva pròpia representació legal, enfrontant-se a l'equip jurídic de Lipstadt. Irving intenta retorçar les proves presentades per a la defensa. Un jueu supervivent de l'Holocaust aborda Lipstadt i demana l'oportunitat de declarar, però l'equip jurídic de Lipstadt insisteix a centrar el judici a Irving.
Irving intenta desprestigiar les proves de l'existència de cambres de gas a Auschwitz, afirmant que no hi havia forats al sostre per introduir els cristalls de gas Zyklon B. El tall de so «sense forats, sense holocaust» domina la cobertura mediàtica. Furiós, Lipstadt exigeix que es permeti a ella i als supervivents de l'Holocaust prendre posició. Julius contraria amb ràbia que Irving només humiliaria i explotaria un supervivent en contrainterrogatori, com ho va fer en el passat. Rampton visita Lipstadt a casa seva per explicar el seu enfocament i es guanya la seva confiança. Al jutjat, sotmet Irving a un hàbil interrogatori i exposa les seves afirmacions com a absurdes, mentre que el testimoni d’experts de reconeguts estudiosos com Richard J. Evans exposa les distorsions dels escrits d'Irving.
Quan conclou el judici, el jutge, Charles Gray, preocupa la defensa suggerint que, si Irving creu honestament les seves pròpies afirmacions, no pot mentir com va afirmar Lipstadt. No obstant això, Gray finalment sentencia a favor de la defensa, convençut de la que la interpretació d'Irving sobre Lipstadt com a enganyosa. Lipstadt és aclamada pel seu comportament digne, mentre que el seu equip legal li recorda que, malgrat el seu silenci durant el judici, va ser el seu escrit el que va contrarestar les mentides d'Irving i va proporcionar la base per a la victòria. En una roda de premsa, Lipstadt elogia els seus advocats per la seva estratègia.

## Repartiment
- Rachel Weisz com a Deborah Lipstadt
- Tom Wilkinson com a Richard Rampton
- Timothy Spall com a David Irving
- Andrew Scott com a Anthony Julius
- Jack Lowden com a James Libson
- Caren Pistorius com a Laura Tyler
- Alex Jennings com a jutge Charles Gray
- Mark Gatiss com a Robert Jan van Pelt
- Andrea Deck com a Leonie
- Sally Messham com a Meg
- Sean Power com a Mitch
- John Sessions com a professor Richard J. Evans
- Nikki Amuka-Bird com a Lilly Holbrook
- Harriet Walter com a Vera Reich

## Producció
L'abril de 2015, Hilary Swank i Tom Wilkinson van ser seleccionats per protagonitzar la pel·lícula, basada en el llibre History on Trial: My Day in Court with a Holocaust Denier de Deborah Lipstadt, amb Mick Jackson a la direcció, i Gary Foster i Russ Krasnoff produint per a Krasnoff/Foster Entertainment amb Shoebox Films. Participant Media i BBC Films van cofinançar el llargmetratge. El novembre de 2015, Rachel Weisz va substituir Hilary Swank i Timothy Spall es va unir al repartiment, amb Bleecker Street distribuint la pel·lícula. El desembre de 2015, Andrew Scott, Jack Lowden, Caren Pistorius, Alex Jennings i Harriet Walter també es van unir al repartiment. Howard Shore va compondre la banda sonora de la pel·lícula.
El desembre del 2015 va començar el rodatge i va finalitzar a finals de gener de 2016. Els indrets de filmació escollits van ser Londres i el Museu d'Auschwitz–Birkenau, a Polònia.

## Estrena
L'11 de setembre de 2016, la pel·lícula es va estrenar al Festival Internacional de Cinema de Toronto. El 30 de setembre de 2016 es va estrenar als Estats Units d'Amèrica amb una versió limitada a càrrec de la distribuïdora Bleecker Street i el 27 de gener de 2017 al Regne Unit gràcies a StudioCanal i Entertainment One.

## Recepció
L'obra va rebre crítiques positives, en general. Al lloc web de l'agregador de crítiques Rotten Tomatoes, la pel·lícula va assolir una qualificació d'aprovació del 82%, basada en 164 ressenyes, amb una nota mitjana de 6,79 / 10. El consens crític del lloc web esmenta que «si a Negació no acaba de fer justícia la seva increïble història, s'acosta prou com per oferir un drama satisfactori i impactant i una altra actuació poderosa de Rachel Weisz». A Metacritic, la pel·lícula va obtenir una puntuació de 63 sobre 100, basada en 34 crítics, cosa que indica «crítiques generalment favorables».

## Premis i nominacions
| Any  | Premi                    | Categoria                   | Nominació                               | Resultat | Ref.   |
| ---- | ------------------------ | --------------------------- | --------------------------------------- | -------- | ------ |
| 2017 | Premis AARP The Magazine | Millor actor secundari      | Timothy Spall                           | Nominat  | [ 21 ] |
| 2017 | Premi BAFTA              | Millor pel·lícula britànica | Gary Foster, David Hare i Russ Krasnoff | Nominats | [ 22 ] |